# Kai (hondenras)
De Kai (Japans:甲斐犬, Kaiken) is een hondenras dat afkomstig is uit Japan. Het is waarschijnlijk het oudste hondenras van Japan. Deze jachthond is afkomstig uit Yamanashi en behoort tot de Spitsen. Het ras werd gebruikt voor het jagen op diverse soorten wild. Een volwassen reu is ongeveer 53 centimeter hoog, een volwassen teef ongeveer 48 centimeter.

## Vacht Kai Ken
Kai’s bezitten een dubbele vacht, de buitenste vacht is ruw en recht, de onderste vacht is dicht. Het haar op de staart is langer. De kleuren zijn zwart (kurotora), rood gestroomd (akatora)  en bruin gestroomd (zonder rode schijn, chutora). Bij de geboorte zijn de pups egaal maar naarmate ze groeien komt de kleurschakering er in.